# Asi (série télévisée)
Pour les articles homonymes, voir Asi.
Asi est une série télévisée turque en 71 épisodes de 90 minutes diffusée du 21 septembre 2007 au 13 novembre 2009 sur la chaîne de télévision hertzienne Kanal D. Elle a également été diffusée sur la chaîne de télévision généraliste marocaine 2M et sur de nombreuses chaînes libanaises et arabes.
L'intrigue de la série s'inspire du roman Orgueil et Préjugés de la femme de lettres anglaise Jane Austen. La série se déroule dans la ville rurale d'Antioche.

## Synopsis
Cette série parle d'un amour entre une jeune fille, Asi Kozcuoglu, et un jeune homme, Demir Dogan.
Asi et sa famille vivent à Antakya où ils ont une grande ferme avec plusieurs terres. Le père d'Asi, Ihsan, est un homme connu dans son domaine un des plus grands hommes qui travaillent dans l'agriculture. Asi, la fille préférée de son père et de son grand-père l’Aga, est vétérinaire et travaille avec son père dans leur ferme et leurs terres. Garder cette ferme vivante est leur premier objectif. Pour eux la terre et ce qu'elle leur donne est plus précieuse que n'importe quelle autre chose. 
La série commence lorsque Demir, un riche homme d’affaires très connu vivant à Istanbul, décide de revenir à Antakya, où il a vécu son enfance, et de trouver la famille Kozcuoglu, qui a été la cause du suicide de sa mère, et de se venger. Il y a plusieurs années la tante de Demir, Sühelya, et sa mère étaient des travailleurs dans la ferme Kozcuoglu jusqu'à sa mère se noie dans la rivière voisine Asi. Demir rencontre Asi lorsqu’elle était en train de sauver un gamin qui se noyait dans la rivière Asi, mais après l’avoir sauvé, la rivière la pris mais au dernier instant Demir observant du pont l’accident se jeta dans la rivière et sauva Asi. Il ne laissa même pas la chance à Asi de le remercier et partit sans dire aucun mot. Il était bouleversé en sauvant cette jeune fille car il s’est rappelé son passé où sa mère s’est jetée du pont dans la rivière Asi, emportant sa petite sœur qui avait à peine 3 ans et lui qui avait 7 ans, et qui put la sauver. Demir et son meilleur ami Kerim rencontra la famille d’Asi et acheta la ferme voisine dont le propriétaire est le grand-père d’Asi.
Kerim est attiré par la sœur d'Asi, Defne, mais ignorait lui et Demir que c’était la sœur d'Asi, croyant qu’elle était une pauvre paysanne. Demir est aussi attiré par Asi mais ce n’est que dans le quatrième épisode qu’il découvre que c’est la fille Kozcuoglu. Demir commence à travailler en mettant en place une ferme près de la ferme Kozcuoglu. Demir commence sa vengeance et Ihsan est au point de perdre sa récolte avec plusieurs dettes qu’il doit payer. Pour sauver son père, Asi commence à travailler chez Demir. Demir est pris par Asi mais ne peut lui dire ne pouvant oublier le passé. Sühelya retourne à Antakya à la recherche de son fils disparu et découvre qu'Aslan le fils de Fatma, la femme qui travaille chez la famille Kozcuoglo avec son mari et leur fille et qui les considèrent comme des membres de la famille, est son fils. Fatma n’est donc pas la mère biologique d’Aslan. Le plus choquant est qu’Aslan est vraiment un membre de la famille Kozcuoglu, il découvre qu’Ihsan et Suhelya sont ses vrais parents et qu’Asi et les 3 autres filles d’Ihsan sont ses sœurs. Ce secret est dévoilé et bouleverse toute l’histoire.
Après un bon temps Demir découvre que le père d’Asi n’avait rien n’avoir avec la mort de sa mère, il essaie donc d’arranger ce qu’il avait défait, il aide donc la famille Kozcuoglu pour reprendre leur propriété qu’ils avaient perdue. Defne et Kerim sont follement amoureux, mais leur amour est impossible car les deux familles ne peuvent se rencontrer après tout ce passé et surtout que Neriman, la mère d’Asi, hait sa rivale Suheyla. Ils se marient donc en cachette avec l’aide d’Asi et Demir. Demir commence à se rapprocher d’Asi, il lui offre un collier et Asi lui promet de ne point l’enlever. Et après tous les problèmes vécus il lui dévoile enfin son amour. Asi attendait cet instant depuis longtemps mais à peine avoir vécu quelques heures ensemble, qu’un autre problème se passe et change tout. Suheyla ne peut supporter que Demir est en train d’aider la famille qui lui a fait perdre son fils toutes ces années, sa haine envers cette famille a fait d’elle une personne sans sentiments, naïf qui ne pense qu’à se venger, c’est la raison pour laquelle Demir et Melek se sont éloignés de leur tante qu’ils considéraient comme leur mère. Suheyla ne put supporter la perte et se jeta dans la rivière comme l’avait fait sa sœur il y a plusieurs années. Mais ce n’est qu’au dernier instant que Demir la sauve. Après cet accident il s’éloigna d’Asi. Asi est perdue et ne comprend plus les comportements et les sentiments de Demir envers elle. Leur relation n’est pas claire, Asi et Demir ont de nombreux obstacles à surmonter, ils étaient parfois succomber à l'orgueil.
Asi rencontre un homme d’affaires, Ali, et commencent à travailler ensemble. Ali tombe amoureux d’Asi et la demande en mariage. Asi, amoureuse de Demir, ne peut accepter d’être avec un autre. Elle ne répond donc pas à la demande d’Ali. Mais elle raconte à Demir qu’elle a accepté juste pour le rendre jaloux. Demir est pris par la colère et la jalousie ce qui l’éloigne encore plus d’Asi surtout lorsque Asi enlève son collier, il décide donc de se marier avec une fille qui avait besoin d’aide. Le frère de cette jeune fille voulait l’obliger de se marier avec un homme qu’elle ne connaissait même pas juste pour l’argent. Asi, apprenant la nouvelle, décide donc de répondre à Ali et d’accepter sa demande, mais dans la même nuit Defne ne put supporter que sa sœur et Demir se séparent pour des raisons banales, elle raconte donc à Demir qu'Asi l’adorait et qu’elle avait juste répondu cette nuit-là à Ali après avoir su qu’il allait se marier. Demir apprit donc combien il était aveugle et qu’il ne pouvait plus supporter d’être loin d’Asi. Il se rendit chez Asi qui l’aperçut de sa fenêtre sous la pluie, elle descendit en courant et se serrèrent dans les bras. Au moment où il allait lui demander en mariage, la police arriva et leur raconta que son grand-père a été assassiné il y a quelques heures. Encore une fois la situation se bouleversa, ce n’était plus le bon moment pour une demande pareille. Demir ne s’éloigna plus d’elle, au contraire il était follement amoureux et après un mois à peu près Demir demanda Asi en mariage à l’aide de cartes qu’il lui envoyait. Sur chaque carte figurait un mot et après avoir reçu toutes les cartes, Asi reconstitua la question et à son tour Demir obtint une réponse, qui était évidemment positive. Le jour de leur mariage Ali, qui voulait se venger ayant perdu Asi, s’introduit dans la maison d’Asi et Demir le fusil du crime dans le but d’arrêter leur mariage. Mais les signatures étaient prises lorsqu’ils arrêtent Demir. Le mariage fut interrompu. Selon les procureurs, toutes les preuves montrent que Demir est coupable. Asi ne croyait point et avait confiance en lui. Mais toute sa famille était contre elle et lui mettait en tète qu’il était coupable, Asi est prise par leurs paroles et se rend vers Demir pour lui dire que la seule solution était d’avouer qu’il avait tué son grand-père mais que ce n’était pas son intention. Demir est choqué par Asi. Après quelques jours le coupable est découvert et Demir sort de la prison mais ne veut plus voir Asi. La confiance est perdue et il pense qu’ils ne peuvent vivre ensemble, ils décident donc de divorcer. Après un bon temps de dispute et d’éloignement Demir découvre qu’il ne peut point vivre loin d’elle et qu’il avait commis une grande faute en essayant de divorcer. Il essaie d’arranger leur relation et durant une nuit tout s’arrange et redevient comme avant. Defne et Kerim sont sur le point de divorcer, Kerim l’avait trompée. Quant à Asi et Demir, ils vivent heureux avec plein d’amour, jusqu’au moment où un autre problème se passe. 
Demir travaillait avec un homme d’affaires, Zafer, mais celui-là voulait bâtir une usine près de la terre d’Asi, ce qui allait avoir des conséquences négatives sur sa culture. Demir décida alors d’annuler le projet, Zafer pour se venger et pour obliger Demir à signer le projet kidnappa Asi. Demir arriva à la maison qui était en feu, entra dedans mais ne trouva point Asi, il pleura, cria, ne sut quoi faire, ne sachant pas où Asi avait disparu. Puis, il apprit qu'Asi avait été kidnappée, il était fou de rage, il avait peur de perdre son amour, sa vie. Il alla pour la sauver lorsqu’il trouva qu’Ali s’était aussi rendu pour sauver Asi. Mais Ali voulait tirer sur celui qui l’avait kidnappé alors Asi poussa Ali et sans faire attention tira sur lui. Asi ne savait quoi faire Ali et Demir lui dire de ne pas avouer la vérité. Mais elle n’était pas à l’aise, Ali était à l’hôpital, sa santé n’était pas bonne et elle ne pouvait pas supporter que ce soit à cause d’elle, elle avoua donc la vérité mais il n’y avait plus de problèmes puisque Ali avait repris sa santé. Demir et Asi s’installèrent dans la maison du grand-père d’Asi, puisqu'il ne restait de leur maison que de la cendre. Ali qui aimait Asi n'avait pas l’intention de la laisser tomber. Il essaie de s'approcher d’elle en faisant semblant qu'il aime la sœur de Demir, quand Melek comprit qu'Ali ne l'aimait pas et crut qu'Asi aimait Ali. Elle écrit une lettre comme quoi Asi aussi aime Ali, et se suicida en se jetant dans la rivière qui est assez profonde comme l'avait fait sa mère auparavant quand Melek et Demir étaient petits. Melek mourut. Demir qui a perdu sa moitié croyait à ce qu'avait écrit Melek et décida de divorcer avec Asi qui voulait justement lui dire qu'elle était enceinte, mais tellement Demir la détestait qu'il ne lui laissa dire aucun mot. Asi ne savait quoi faire, Demir l’avait quittée. Après tout cet amour tout est perdu. Demir sans alla vivre seul mais Asi voulait quand même accoucher de son bébé avec l'aide de sa famille.
5 ans plus tard…
Asya, la fille d’Asi a 5 ans, elle croit que son père voyage en bateau et qu'il reviendra un jour. Elle lui offrit le collier que Demir lui avait offert auparavant et lui dit de ne point le perdre puisque c’était un cadeau de son père. La tante de Demir fit un accident et alors Kerim et Demir revinrent à Antakya pour voir Suheyla. Demir aperçoit Asya en train de chercher le collier qu’elle avait perdu et lui dit qu’elle avait promis sa mère de ne pas le perdre car c’était un cadeau de son père. Tout était normal jusqu’au moment où il aperçut Asi et qu’il sut qu'Asya était sa fille. Il commença donc à se douter surtout lorsqu’il trouva et reconnu le collier qu'Asya avait perdu et où auparavant il l’avait offert à Asi. Il demanda Asi plusieurs fois si Asya était sa fille, mais celle-ci nia. Un jour où Demir se promenait avec Asya, celle-ci se piqua le doigt. Lorsque Suheyla aperçut le sang d’Asya sur la veste de Demir, elle fit un test ADN. Mais Demir n’ouvrit pas l’enveloppe, il voulait connaitre la vérité d’Asi. Demir apprit alors qu’Asya est sa fille. Asi s'inquiète ne sait pas comment faire elle qui ne s'attendait pas à cela mais se dit que malgré tout Demir est le père de sa fille. Demir et Asi sont encore amoureux mais leur relation est bouleversée, Demir essaie de l’arranger mais Asi ne pouvait pas oublier comment il l’avait quitté tout ce temps. Le temps passe et Asi et Demir revinrent ensemble. Alors que tout allait s’arranger et ils voulaient bâtir une famille, Demir apprit qu’il eut une maladie très grave et qu'il risque de mourir. Mais personne ne le sait à part sa tante, Kerim et son amie qui était son médecin. Alors il décida de passer beaucoup de temps avec sa fille mais sans lui dire qu’il était son père. Asi ne le comprenait plus il s’éloignait d’elle et ne voulait plus que sa fille sache qu’il était son père. 
Il partit à Istanbul pour se soigner mais en mentant à Asi que cela est pour un travail. Asi l’aperçut avec son médecin et crut qu’il ne l’aimait plus. Mais après Asi apprit qu’il était malade et fut très triste, surtout pour sa fille qui aimait beaucoup Demir. Elle décida de se rendre à Istanbul avec sa fille pour ne point le quitter. Pour que Demir soit guéri, il fallait que sa fille lui donne la moelle osseuse. Asi décida de raconter à Asya que Demir était son père avec une vidéo, celle-ci fut très heureuse et fut prête à guérir son père car elle voulait être dans les bras de son père mais vu qu'ils étaient séparés par une vitre, elle ne pouvait pas, ils communiquaient mais cela était difficile. Demir avait peur de risquer la vie de sa fille mais Asi ne voulait pas perdre Demir encore une fois puis Asya ne risquait rien. Alors une opération se passa, après quatre mois Demir était en train de guérir et pouvait sortir de l’hôpital et revenir à sa vie normale. Il vivait les moments les plus beaux de sa vie, près de l’amour de sa vie et de sa petite fille. Ils retournèrent à Antakya et se remarièrent. D’ailleurs Defne et Kerim se remarièrent aussi et Defne fut enceinte. Aslan et la docteur de Demir se remarièrent aussi. Demir guérit totalement et toute la famille fut heureuse. Enfin Asi et Demir avec leur grand amour ont pu franchir tous les obstacles qu’ils ont subis. La vie leur a prouvé qu’ils sont nés pour être ensemble.

## Distribution
- Tuba Büyüküstün : Asiye « Asi » Kozcuoğlu
- Murat Yıldırım : Demir Doğan
- Çetin Tekindor (tr) : İhsan Kozcuoğlu
- Nur Sürer (tr) : Neriman Kozcuoğlu
- Cemal Hünal (tr) : Kerim Akbar
- Selma Ergeç : Defne Kozcuoğlu

## Versions
- Me atrevo a amarte (Televisa, 2025)